# Encyclia flabellata
Encyclia flabellata är en orkidéart som först beskrevs av John Lindley, och fick sitt nu gällande namn av B.F.Thurst. och W.R.Thurst. Encyclia flabellata ingår i släktet Encyclia och familjen orkidéer. Inga underarter finns listade i Catalogue of Life.